# Deana Horváthová
Deana Horváthová (Besztercebánya, 1958. március 11. –) szlovák színésznő, filmproducer.

## Életútja
1981-ben végzett a Pozsonyi Színművészeti Főiskolán (VŠMU), majd a Szlovák Nemzeti Színház tagja lett. Tizenkét évad alatt több mint húsz főszerepet kapott, emellett tucatnyi tévéfilmben és sorozatban is szerepelt. 1985-ben kötött házasságot Juraj Jakubisko rendezővel. A házasságukból egy fiú, Jorik született. 1991-ben férjével közösen alapították meg a J&J Jakubisko Film produkciós céget, amelyet ő vezet.
1993-tól családjával Prágában élt. Kezdetben a Divadle bez zábradlíben játszott, majd 1994-től elsősorban a filmproduceri munkával foglalkozott. 2011 októberében Prágában egy gyalogos átkelőnél elütött egy embert, aki a helyszínen életét vesztette. 2013-ban 30 hónap felfüggesztett börtönbüntetésre és négy év járművezetéstől eltiltásra ítélték. Fellebbezését 2014 májusában a Prágai Városi Bíróság elutasította.

## Filmjei

### Mozifilmek
- Zrelá mladost (1983)
- Zakázané uvolnenie (1986)
- Pehatý Max a strašidlá (1987, hang)
- És ülünk a fa tetején (Sedím na konári a je mi dobre) (1989)
- Superment (1990)
- Lepsie byt bohaty a zdravy ako chudobny a chory (1992)
- Zavaros jelentés a világ végéről (Nejasná zpráva o konci světa) (1997)
- Báthory – A legenda másik arca (Bathory) (2008)
- Kajínek (2010)

### Tv-filmek és sorozatok
- Sobás po imeretínsky (1979)
- Suchot suchého lístia (1980)
- Svadba Arneho Jurgu (1980)
- A névtelen levélíró (Anonym) (1980)
- Cisté vody (1981)
- Victoria v podjesen (1981)
- Sokoliarova dcéra (1981)
- Pasodoble pre infarkt (1981)
- Belasé jazero (1982)
- Trojklanný nerv (1982)
- Dvojaký zivot doktora Sela (1983)
- Bola som z olova (1984)
- V sluzbách zákona (1984, egy epizódban)
- Povstalecká história (1984, nyolc epizódban)
- Rozprávky pätnástich sestier (1984)
- Marhulový lekvár (1988)
- Mesto Anatol (1988)
- Vasa vec, pán komisár (1989)
- Semaforová rozprávka (1989)
- Ráno ako pes (1989)
- Takmer ruzovy príbeh (1990)
- Útrapy z rozumu (1990)
- Infantkine narodeniny (1991)
- Chudobných rodicov syn (1993)

### Producerként
- Zavaros jelentés a világ végéről (Nejasná zpráva o konci světa) (1997)
- Kytice (2000)
- Post Coitum (2004)
- Báthory – A legenda másik arca (Bathory) (2008)